# Northwestern Alliance
La Northwestern Alliance était un mouvement populiste des années 1880 regroupant des fermiers des prairies américaines, fondée par le journaliste agricole Milton George, éditeur du The Western Rural and American Stockman, bihebdomadaire publié à Chicago.

## Histoire
Lancée le 15 avril dans les locaux du journal, avec Milton George comme secrétaire, la Northwestern Alliance appelle à la création de clubs de fermiers dans tous les villages. Dès octobre 1880, elle affirme en avoir créé jusqu'à la côte Pacifique. Elle réussit particulièrement dans les Etats du Nebraska, Kansas, dans les Dakota. Le deuxième grand meeting de la Northwestern Alliance est organisé les 5 et 6 octobre 1881 à Chicago et l'organisation revendique 940 clubs locaux dans dix Etats, regroupant 24.500 fermiers. Adoptée à cette occasion, sa plate-forme revendique un impôt sur le revenu progressif, l'élections des hauts-fonctionnaires avec une salaire plus raisonnable, et une loi fédérale permettant de réglementer le chemin de fer.
Milton George et la Northwestern Alliance finissent par s'attirer les critiques de son grand rival, le Praire Farmer, qui accusent le mouvement de Milton George d'être surtout au service de la croissance des ventes de son journal. Milton George lance la publication de livres de chants, afin de donner du cœur à l'ouvrage aux militants fermiers et de souder les rangs, mais l'influence de l'Alliance baisse en 1883.
Après un accès de faiblesse en 1883 et 1884, lorsque les conditions des fermiers s'améliorent temporairement, la Northwestern Alliance reprend de l'attractivité en 1887, sur fond de corner très décriée sur le blé, et décide de se joindre à la participation à la vie politique de ceux qui militent pour la restauration du bimétallisme, afin de sauver les mines d'argent des Montagnes rocheuses. Elle va compter pas moins de deux millions d'adhérents, dans le sillage de son équivalent dans le sud, la "Southwestern Alliance", qui en compte elle trois millions en 1890, et réclame la construction par l'Etat du "Subtreasury Plan", un vaste réseau de silos, chargés de prêter aux fermiers, à un taux de seulement 1 %, jusqu'à 80 % de la récolte stockée.